# 武陵南北快速道路
武陵南北快速道路是位於台灣新竹市的一條市區快速道路，全線皆位於北區，全長約1.626公里（包含高架道路段）；其中東門大排水以南路段為雙向各一線的「高架道路」等級，以北路段為雙向各兩線的「快速道路」等級。
起點位於省道台68線（東西向快速公路－南寮竹東線）的「新竹一交流道」，終點位於中正路口。
該道路已規劃起點向北延伸至明新科技大學附近，作為省道台1線的分流道路。

## 出入口列表
| 武陵南北快速道路路線設施里程一覽表 |       |          |                       |                |        |               |                                                                                    |
| 標誌                               | 里程  | 名稱     | 順樁預告              | 逆樁預告       | 形式   | 通車日        | 銜接道路 →聯絡地區                                                                 |
| 出口                               | 0.0   | 新竹一   | 快速道路起點          | 南寮 竹東      | 鑽石型 | 1998年11月    | Module:Jct第187行Lua错误：bad argument #3 to 'format' (string expected, got table) |
| 出口                               | 0.4   | 武陵路   | 武陵路                | （僅南出北入） | 匝道   | 2009年12月8日 | 武陵路 →北區                                                                       |
| 出口                               | 0.9   | 東大路   | 東大路 中正路（右轉） | （僅南出北入） | 匝道   | 2009年12月8日 | 東大路 →北區                                                                       |
| 出口                               | 1.626 | 中正路端 | 中正路（左轉） 竹光路 | 快速道路起點   | 直接式 | 2009年12月8日 | 中正路 →北區                                                                       |